# Isola di Sicilia
La Sicilia (anche isola di Sicilia; Sicìlia in siciliano) è la maggiore isola del mar Mediterraneo.
Amministrativamente costituisce circa il 98% della Regione Siciliana, nell'Italia insulare. Il capoluogo è Palermo. La sua popolazione è pari a quasi 5 milioni di abitanti.
Posta al centro del mar Mediterraneo, anticamente era detta Trinacria (dal greco treis, tre e àkra, promontori, per la sua forma pressoché triangolare), poi Sicania e, infine, Sikelìa (Σικελία in greco).
È detta anche isola del Sole per la sua identificazione con l'isola descritta da Omero nell'XI libro dell'Odissea, nonché isola-continente per la notevole varietà dei suoi aspetti naturalistici, storici e culturali.
Con una superficie di 25 426 km², pari - grosso modo - all'intera superficie di tutte le isole della Grecia, è la più grande isola italiana; è, inoltre, la più estesa isola del mar Mediterraneo, la settima d'Europa (ma seconda dell'Unione europea), la quarantacinquesima del mondo. È l'isola più densamente popolata del Mediterraneo dopo Malta, e la più popolata in assoluto nel Mediterraneo.

## Geografia
La Sicilia è l'isola più grande del mar Mediterraneo: la sua superficie totale è leggermente superiore a quella dell'isola di Sardegna e di poco inferiore alla somma delle superfici delle altre tre grandi isole del Mediterraneo (Cipro, Corsica e Creta). Si affaccia a nord sul mar Tirreno, a nord-est è divisa dall'Italia dallo stretto di Messina ed è bagnata a est dal mar Ionio, a sud-ovest è divisa dall'Africa dal canale di Sicilia. L'isola ha una forma che ricorda approssimativamente quella di un triangolo i cui vertici sono:
- Capo Peloro (o Punta del Faro) a Messina, al vertice nord-orientale;
- Capo Boeo (o Lilibeo) a Marsala, al vertice nord-occidentale;
- Capo Passero a Portopalo, al vertice sud-orientale[6].

La lunghezza tra i suoi punti più estremi (dai pressi di Capo Rasocolmo a nord fino a Capo delle Correnti a sud) è circa di 188 km, mentre la sua larghezza misura circa 288 km (Capo Boeo a ovest e Capo Peloro a est, che rappresenta inoltre il punto dell'isola più vicino all'estremità continentale dell'Italia, distante 3,14 km nel tratto più stretto).
L'isola dista circa 143 km dalle coste tunisine dell'Africa, 284 km dalla Sardegna e 480 km dalle coste greche del Peloponneso.

### Geologia

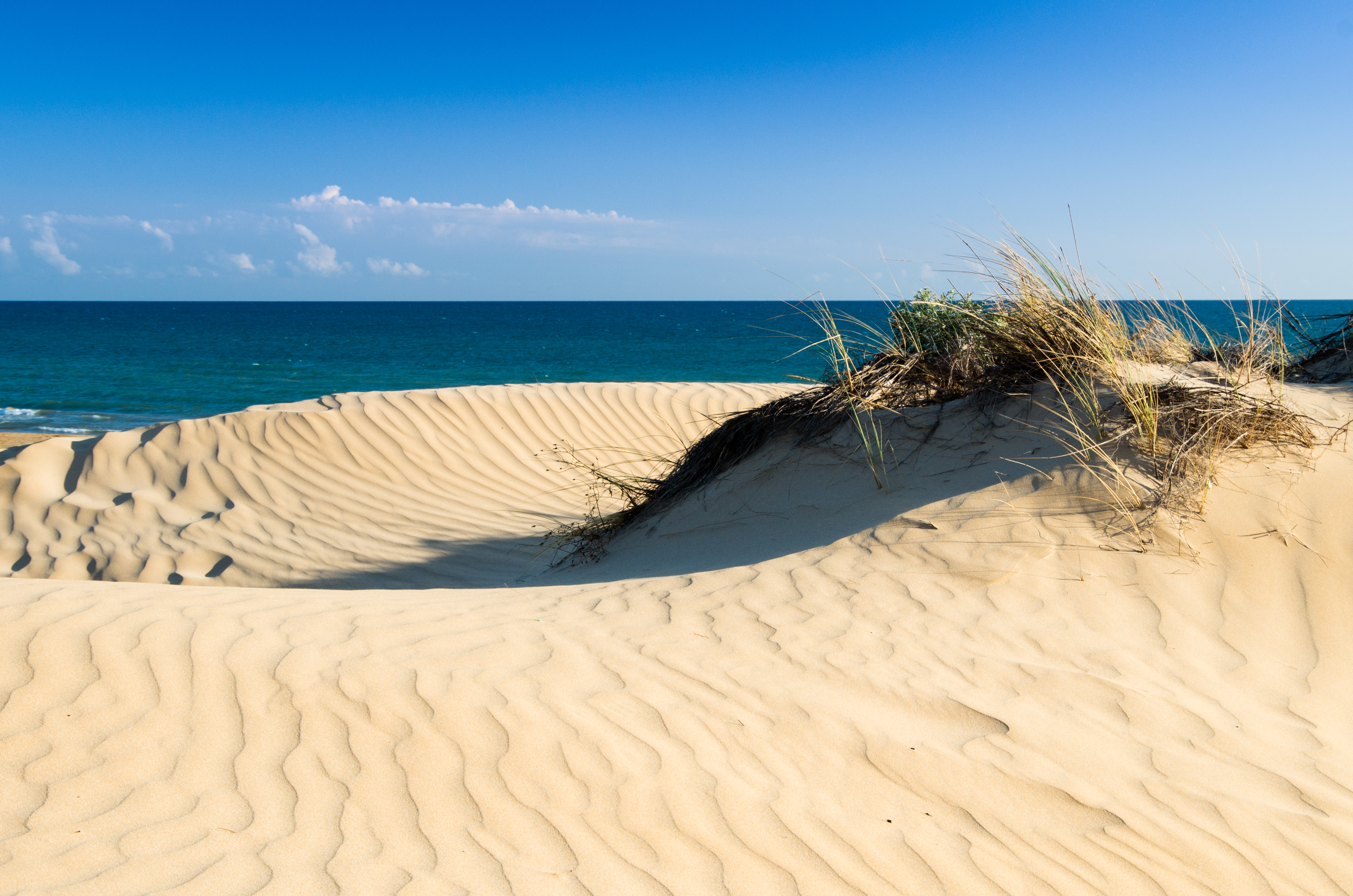
Le dune bianche tipiche della costa meridionale (Sampieri)

La Sicilia appartiene in parte alla placca siculo-iblea, a sua volta appartenente in gran parte alla placca africana e alla placca euroasiatica per una piccola area nord-orientale. Lo scorrimento della placca africana che per subduzione si immerge sotto quella euroasiatica ha determinato la creazione dei rilievi montuosi della regione, nonché la presenza di frequenti attività sismiche sia di origine tettonica sia vulcanica.
Tra 5,96 e 5,3 milioni di anni fa, durante il Messiniano (ultima fase del periodo Miocene), il Mediterraneo rimase isolato dall'oceano Atlantico probabilmente a causa di un aumento dell'attività tettonica. Ciò portò alla crisi di salinità: il mar Mediterraneo incominciò a evaporare più velocemente e la concentrazione del sale aumentò. Carbonati e solfati vennero depositati in grandi quantità sui fondali e ne è rimasta traccia a lungo nelle miniere di salgemma e gesso che si possono trovare tuttora nelle province di Agrigento, Caltanissetta ed Enna.
Un fenomeno geologico peculiare è il vulcanesimo sedimentario, riscontrabile nei siti delle macalube di Aragona, in provincia di Agrigento, e delle maccalube di Terrapelata, a Caltanissetta. Questo raro fenomeno rende l'area interessata brulla, di colore biancastro e popolata da una serie di vulcanelli di fango, alti intorno al metro. Il fenomeno è legato alla presenza di terreni argillosi poco consistenti, intercalati da livelli di acqua salmastra, che sovrastano bolle di gas metano sottoposto a una certa pressione. Il gas, attraverso discontinuità del terreno, affiora in superficie, trascinando con sé sedimenti argillosi e acqua, che danno luogo a un cono di fango, la cui sommità è del tutto simile a un cratere vulcanico. Il fenomeno assume talora carattere esplosivo, con espulsione di materiale argilloso misto a gas e acqua scagliato a notevole altezza.

### Orografia

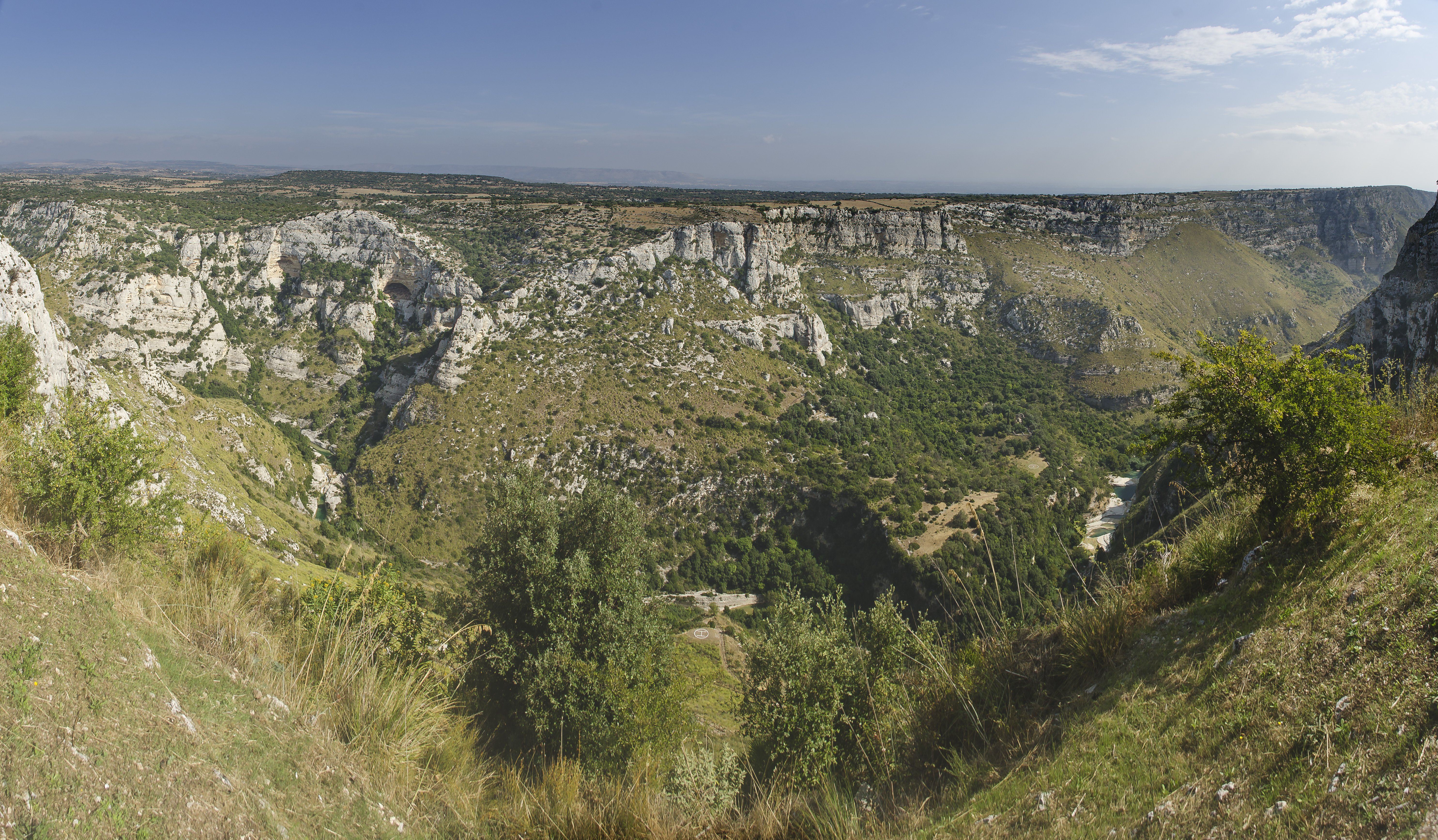
Il canyon di Cavagrande del Cassibile

L'altitudine media dell'isola è di circa 441 m s.l.m. e quasi ⅔ della sua superficie si trovano a più di 300 metri di altezza. L'85,84% del territorio isolano è costituito da rilievi orografici, per un'estensione complessiva di 22.070,39 km²: le colline occupano la maggior parte della superficie isolana (il 61,40% del territorio, per un totale di 15.786,37 km²), ma una consistente porzione dell'isola (il 24,44%, per 6.284,02 km² totali) è caratterizzata da vari gruppi montuosi, i principali dei quali sono i monti Peloritani, i Nebrodi, le Madonie (l'ideale continuazione dell'Appennino calabro, dove si trova la seconda vetta più alta dell'isola, il pizzo Carbonara di 1.977 metri) e i massicci isolati della Sicilia centrale e occidentale.
Al centro della Sicilia vi sono i monti Erei, su cui si trova, a 948 metri di altezza, la città di Enna; nella fascia sud-orientale, tra la provincia ragusana e quella siracusana, troviamo i monti Iblei, la cui cima più alta, il monte Lauro, arriva a un'altezza di 987 metri. Ad ovest sorgono altri monti dall'altezza variabile, come i Sicani, la cui cima più alta è il monte Cammarata (1578 metri), e i monti di Palermo, cioè le alture che circondano la Conca d'Oro, la pianura dove, affacciata sul mare, si estende il capoluogo siciliano.

#### Vulcani

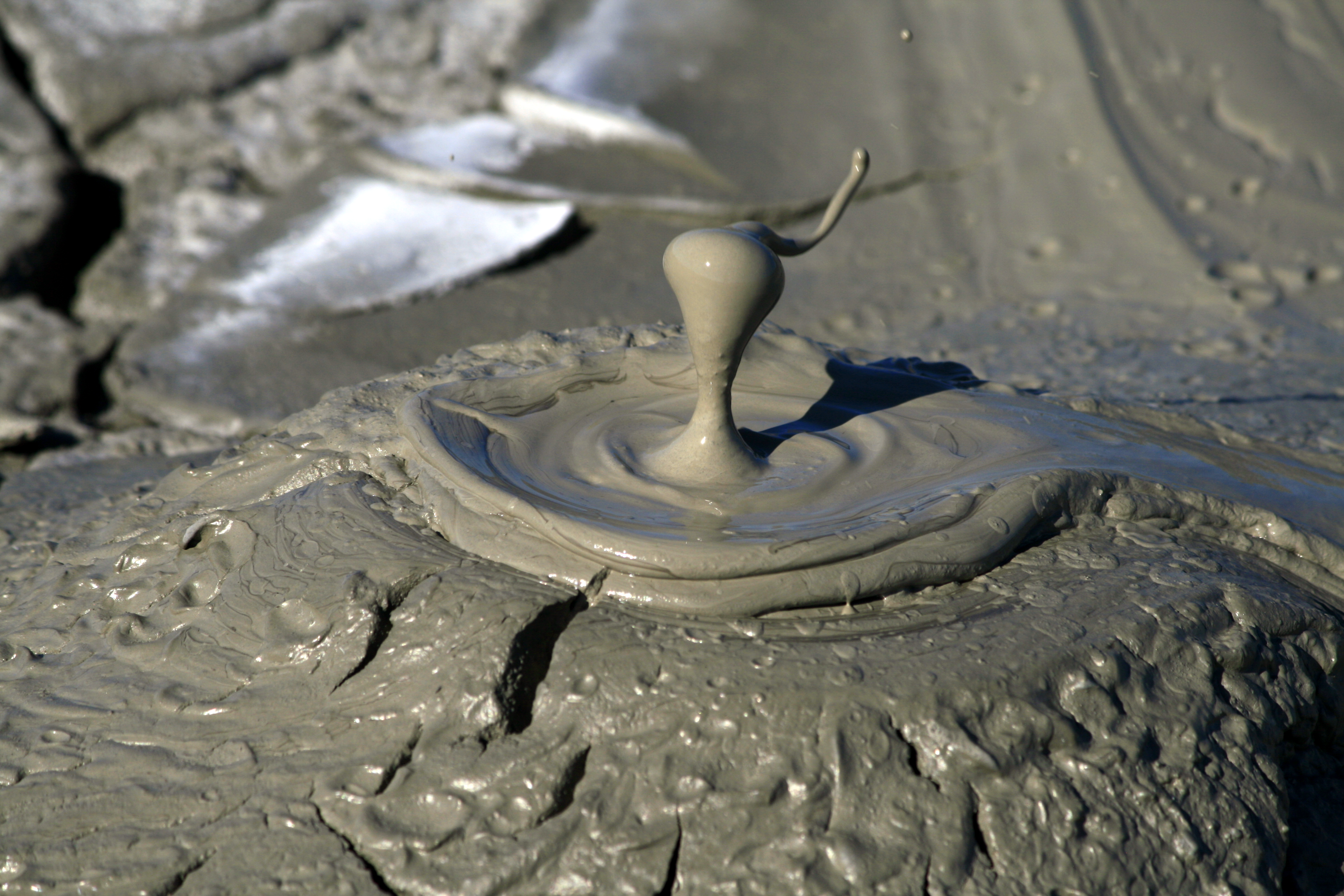
Un dettaglio di un vulcanello di fango delle macalube di Aragona

La Sicilia è interessata da vari fenomeni di vulcanismo e da una frequente attività effusiva che interessa anche alcune tra le isole circostanti. Nella zona orientale, visibile dallo Stretto di Messina, nonché dalla cima calabrese dell'Aspromonte, si erge la cima innevata dell'Etna, il maggior vulcano europeo, caratterizzato da periodi alterni di attività stromboliana e da eruzioni di lave basaltiche intervallate a periodi di calma. Alto 3.357 metri, con le sue frequenti eruzioni ha ricoperto il territorio circostante della sua lava nera. La vicina piana di Catania non è di origine vulcanica, bensì di origine alluvionale, essendo stata creata dai detriti trasportati nei secoli dai fiumi Dittaino, Gornalunga e Simeto.
La piana di Catania, insieme alla Conca d'Oro palermitana, alla piana di Gela e alla piana di Vittoria, costituisce l'esigua percentuale di pianure dell'isola siciliana (14,16% per un totale di 3.641,01 km²).

### Idrografia

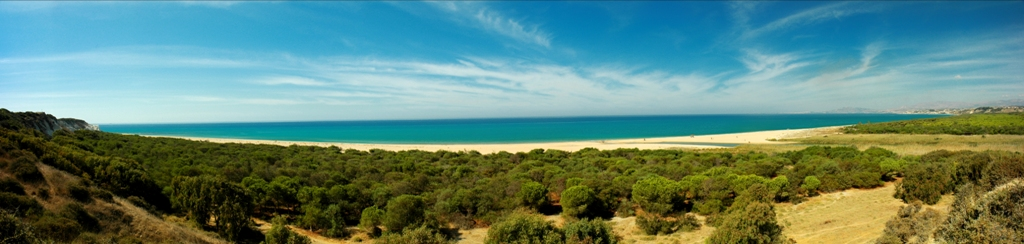
La costa "africana" alla foce del Platani

I fiumi siciliani sono tutti di portata ed estensione limitate. Quelli appenninici a nord vengono chiamati fiumare, e sono a carattere torrentizio in quanto d'estate sono quasi perennemente in secca. Gli unici corsi d'acqua che raggiungono delle dimensioni apprezzabili sono l'Imera Meridionale, il più lungo dell'isola, e il Simeto, quello con il bacino idrografico più ampio. Sfociano nel Mar Ionio il Simeto, l'Alcantara, il Ciane e l'Anapo, nel Mar Tirreno l'Imera Settentrionale e il Torto, mentre nel canale di Sicilia il Belice, il Platani, l'Imera Meridionale (o Salso), ed il Gela.
Per quanto riguarda i laghi naturali, fatto salvo il Lago di Pergusa, la Sicilia ne è praticamente priva essendo stato prosciugato, vari decenni fa, il Lago di Lentini. Il lago di Pergusa, di origine paleovulcanica, è celebre per gli antichissimi miti e leggende che lo riguardano e per la fauna e per la flora che lo circonda; tutt'intorno ad esso corre un autodromo, in passato sede di un Gran Premio di Formula 3000. Il lago è ormai a rischio di prosciugamento, non avendo immissari, a causa del costante prelievo di acqua per uso civile. La costruzione di dighe ha creato grandi invasi artificiali, come il lago dell'Ancipa e il lago Pozzillo (il maggiore dell'isola). Vanno ricordati anche il lago Arancio, il lago di Piana degli Albanesi e il lago di Ogliastro.

### Coste

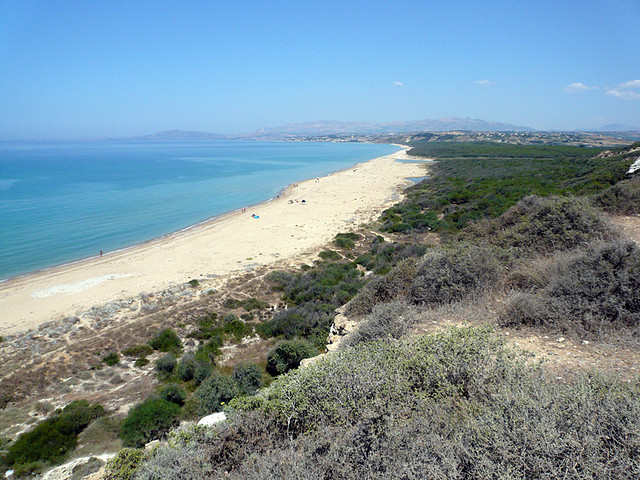
La costa meridionale nei pressi di Eraclea Minoa

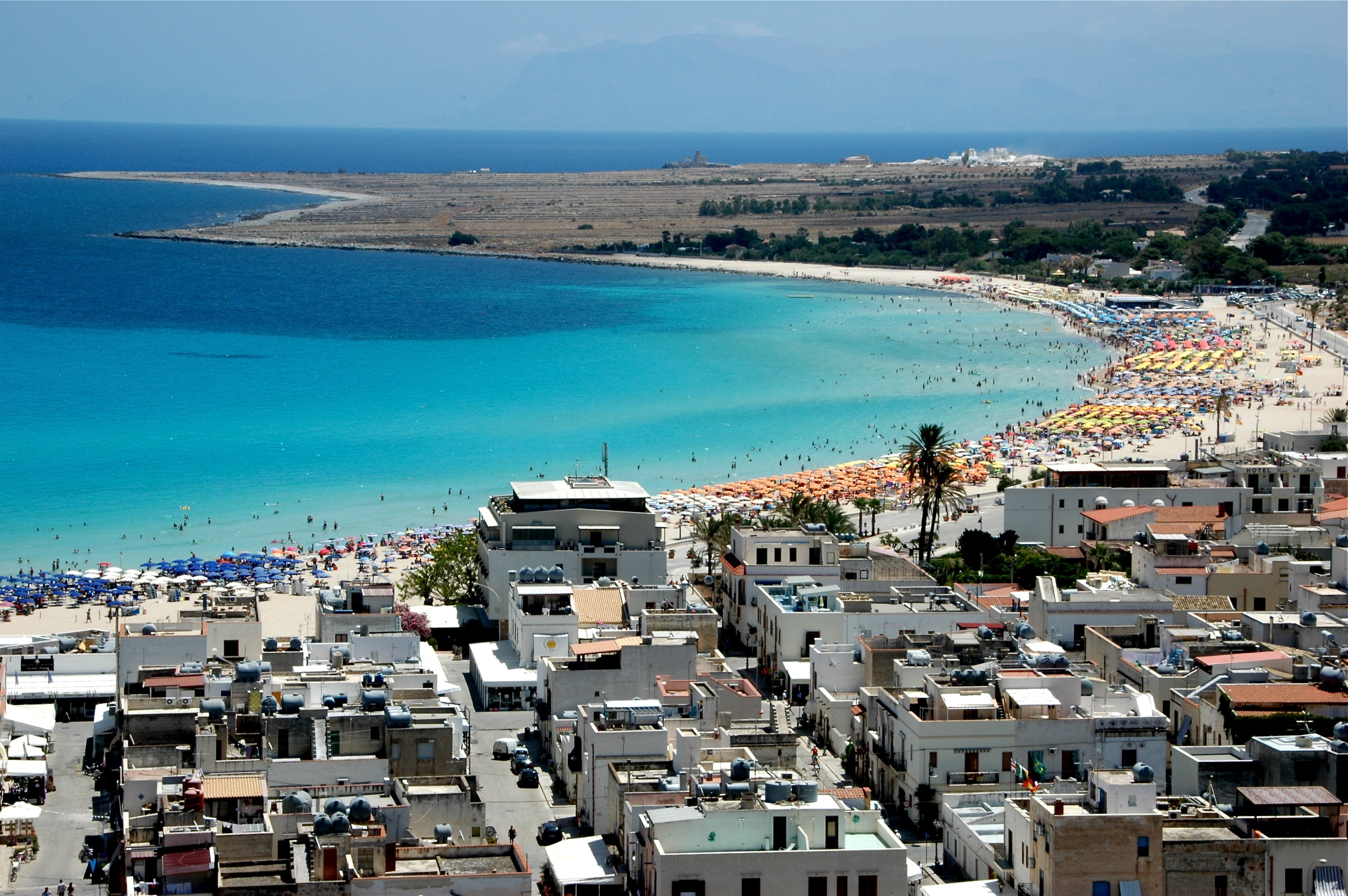
San Vito Lo Capo, tra le principali mete turistiche isolane

Di forma triangolare, la Sicilia ebbe nell'antichità il nome di "Trinacria" e "Triquetra". Ha una notevole estensione costiera, con circa 1.152 km di coste.
Le coste settentrionali, alte e rocciose (come quelle di Terrasini) si aprono sul Mar Tirreno con frequenti ed ampie insenature, come i golfi di Castellammare del Golfo, di Palermo, di Termini Imerese, di Patti, di Milazzo. Lingue di terra si protendono per molti chilometri sul mare, come nel caso di Capo San Vito, Capo Milazzo, Capo Rama.
Ad est la costa ionica è più varia; strette spiagge di ghiaia fin quasi a Taormina e fra la foce del fiume Alcantara e Riposto; frastagliata verso sud, con insenature e baie come quella di Giardini Naxos; laviche come ad Acireale, e di aspre scogliere basaltiche fino a Catania. L'ampio golfo di Catania presenta una spiaggia di sabbia dorata ma al suo termine la costa riprende ad essere rocciosa con una serie di fiordi, tra cui quello di Brucoli. Quindi l'ampia baia di Augusta, che ospita il più grande porto commerciale della Sicilia, e il golfo di Siracusa nel quale la costa riprende ad essere sabbiosa fino quasi a Capo Passero.
L'esteso litorale meridionale, caratterizzato prevalentemente da una costa bassa e sabbiosa, presenta un'unica rientranza di rilievo: il golfo di Gela sul quale si affacciano ben tre province: Agrigento, Caltanissetta e Ragusa. Le spiagge del sud della Sicilia sono generalmente ampie, sabbiose e spesso dall'aspetto selvaggio, talvolta incorniciate da suggestive scogliere bianche, come nel caso di Scala dei Turchi, Torre Salsa o di Eraclea Minoa.

### Clima

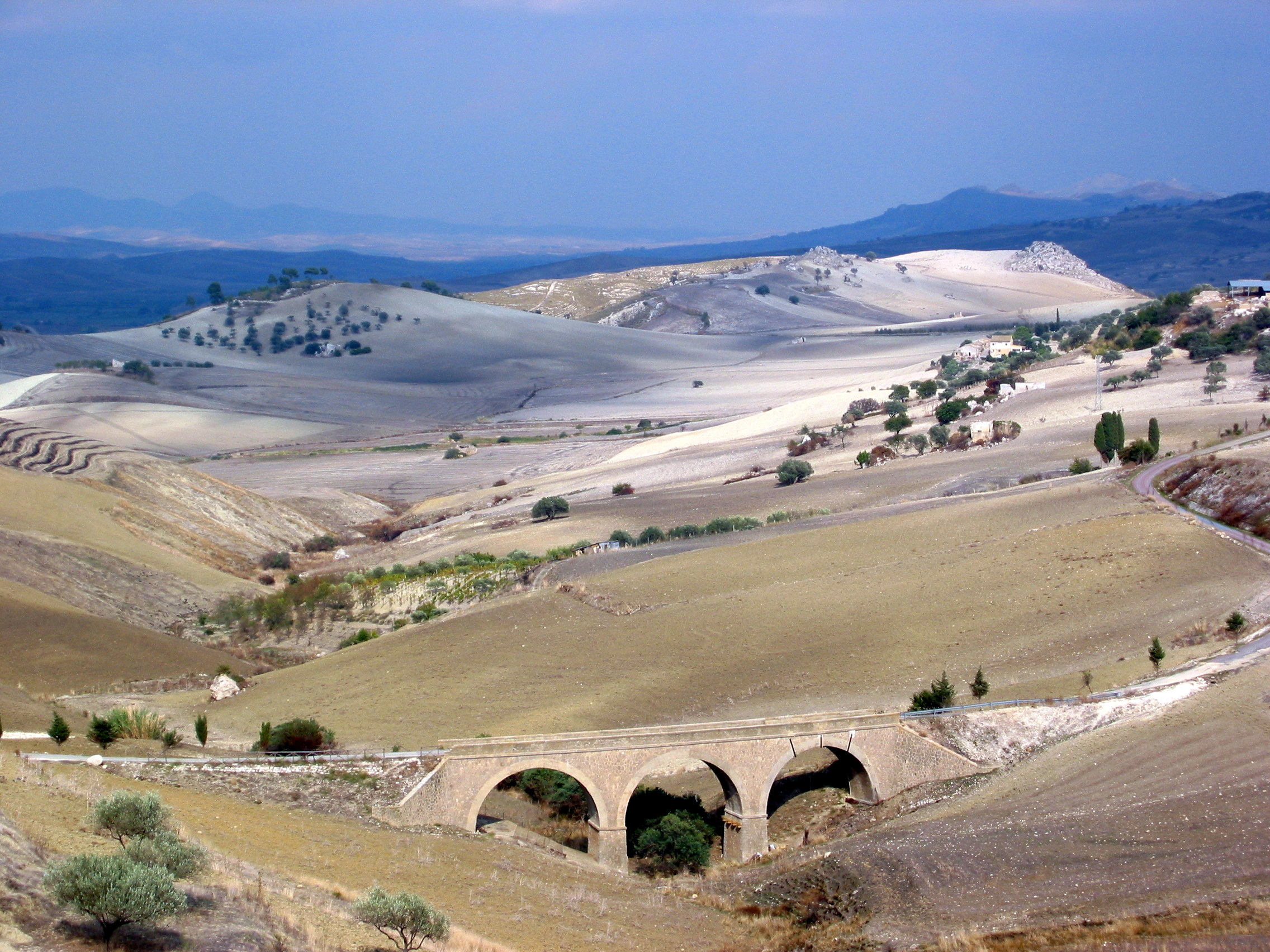
Campagna nell'entroterra siciliano, tra Caltagirone e Piazza Armerina

Il clima della Sicilia è mediterraneo, con estati calde e inverni miti. Sulla coste, soprattutto quella sud-occidentale, il clima risente maggiormente delle correnti africane e si verificano estati torride. Lungo il versante tirrenico, ed in generale nelle zone interne la temperatura è più bassa, gli inverni sono più freddi e la piovosità aumenta. Sull'Etna il clima è di tipo alpino.
Soprattutto d'estate non è raro che ci sia lo scirocco, il vento proveniente dal Sahara. La piovosità è scarsa sull'acqua che si rivela deficitaria in alcune province dove sono frequenti le crisi idriche.

## Storia
Le più antiche tracce umane nell'isola risalgono al 20.000 a.C. circa. In era preistorica fiorirono le culture dette di Stentinello, di Castelluccio, di Thapsos, e da qualche decennio è stata indiziata anche una "cultura" dei dolmen. Popoli provenienti dal Medioriente e da ogni parte d'Europa vi s'insediarono nei vari millenni, stratificandosi e fondendosi con i popoli autoctoni. Si ricordino i Sicani, che in parte possono essere definiti come i discendenti dei primi abitatori dell'isola, i Siculi e gli Elimi.
L'VIII secolo a.C. vide la Sicilia colonizzata dai Fenici e soprattutto dai Greci. Nei successivi 600 anni si verificò l'ascesa della grande potenza di Siracusa, che con i tiranni Gerone I e Dionisio I unificò sotto il proprio controllo, in una sorta di monarchia, tutta la Sicilia posta ad est del fiume Salso, inclusi pure molti centri abitati dai Siculi. Il successivo regno siceliota agatocleo, nel periodo della sua massima espansione, aveva come confine occidentale il Fiume Platani, estendendosi sulla parte orientale dell'isola; su Gela, su Akragas e sul suo circondario; su Selinunte; sui territori dei Siculi e dei Sicani (stanziati nell'interno), su Reghion, Locri e sull'estremità meridionale della Calabria. Solo l'estremità occidentale della Sicilia rimaneva in mano ai Cartaginesi, che controllavano le città di Lilibeo, Drepanon e Panormo, e agli Elimi, loro alleati.
Durante questa lunga fase storica, la Sicilia fu campo di battaglia delle guerre greco-puniche e poi delle romano-puniche. L'isola fu poi assoggettata dalla Repubblica romana e divenne parte dell'impero fino alla sua caduta, nel V secolo d.C..
Fu quindi terra di conquista e, durante l'Alto Medioevo, conquistata dai Vandali, dagli Ostrogoti, dai Bizantini e infine dagli Arabi, che ne ripristinarono dopo secoli l'indipendenza, istituendo l'Emirato di Sicilia, e dai Normanni. Questi ultimi fondarono il Regno di Sicilia, che durò dal 1130 al 1816; dopo la breve parentesi degli Angioini, con la rivolta del vespro, nel 1282, tornò indipendente sotto la denominazione di Regno di Trinacria. L'isola poi divenne un vicereame di Spagna, passò brevemente ai Savoia e all'Austria e, infine, nel XVIII secolo, ai Borbone, sotto i quali, unito il regno di Sicilia al regno di Napoli, sorse nel 1816 il Regno delle Due Sicilie.
La Sicilia fu unita amministrativamente nel 1860 al Regno di Sardegna (poi divenuto Regno d'Italia) con un plebiscito, in seguito alla spedizione dei Mille, guidata da Giuseppe Garibaldi durante il Risorgimento. A partire dal 1946 la Sicilia è divenuta regione autonoma e dal 1947 ha nuovamente un proprio parlamento, l'Assemblea regionale siciliana o ARS, istituita ancor prima della nascita della Repubblica italiana. Oggi l'ente regione è denominato Regione Siciliana.

### Nesonimo

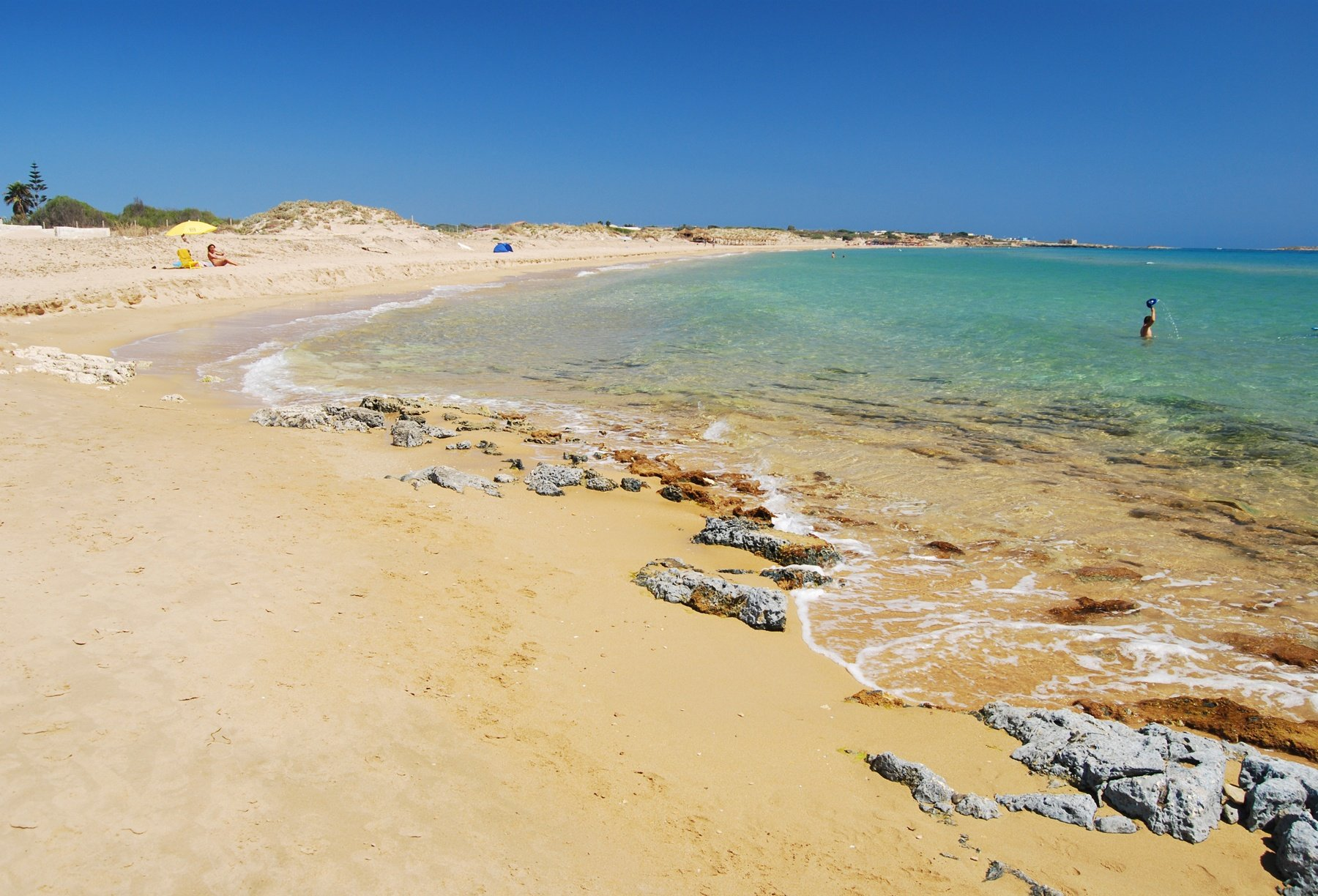
Capo Passero, estremo punto sud-orientale dell'isola

Nel XXIV libro dell'Odissea viene citata una terra detta Σικανίη (Sikanìe): non si sa se il toponimo si riferisse già alla Sicilia. Per Erodoto, l'isola, ai tempi di Minosse, si chiamava Sikanìa, nome successivamente modificato in Sikelìa.
Tucidide, nel VI libro della Guerra del Peloponneso, afferma che
(Tucidide, Guerra del Peloponneso, VI,2,2)
Quest'ultimo toponimo, il cui significato sarebbe "che ha tre punte" (in relazione alla particolare forma dell'isola), potrebbe derivare, a sua volta, da Θρινακίη (dall'etimologia incerta), attestato nell'Odissea di Omero e riferito all'isola in cui pascolavano i buoi di Helios, tradizionalmente identificata con la Sicilia (l'isola del Sole).
In seguito, secondo il racconto tucidideo, giunsero nell'isola i Siculi che, sconfitti in battaglia i Sicani e scacciatili verso le zone meridionali e occidentali dell'isola, trasformarono il nome in Σικελία, da cui Sicilia.
Priva di riscontri è l'etimologia per cui il toponimo Sicilia deriverebbe dai termini greci συκῆ, "fico", ed ἐλαία, "oliva", a indicare prodotti tipici dell'agricoltura isolana che ne mettano in risalto la felicità climatica.

## Geografia politica

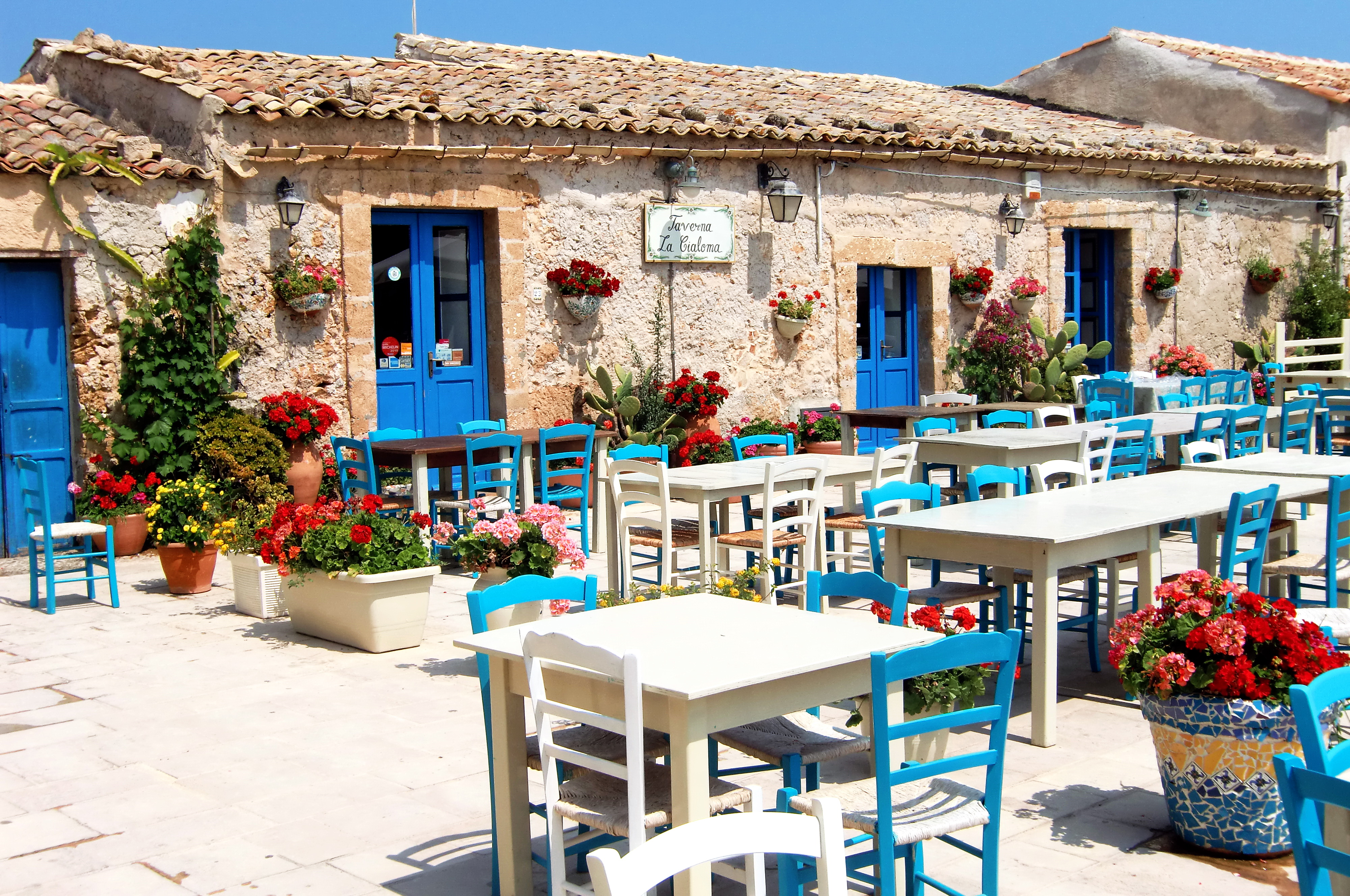
La piazza di Marzamemi, borgo marinaro di Pachino, presso la punta sud-orientale dell'isola

La Sicilia costituisce circa il 98% dell'intera superficie della Regione Siciliana. Sul suo suolo insistono 383 comuni italiani (su 391 totali dell'intera regione), così ripartiti:
- Agrigento: 42
- Caltanissetta: 22
- Catania: 58
- Enna: 20
- Messina: 104
- Palermo: 81
- Ragusa: 12
- Siracusa: 21
- Trapani: 22

Secondo l'ISTAT, i territori comunali di Licata nell'agrigentino, Aci Castello nel catanese, Taormina nel messinese, Isola delle Femmine nel palermitano, Ispica nel ragusano, Augusta, Noto, Pachino, Portopalo di Capo Passero e Siracusa nel siracusano, Erice, Marsala, Petrosino e Trapani nel trapanese sono parzialmente costituiti da isole marittime.

### Porti
Il traffico marittimo ha i suoi maggiori punti di riferimento nei porti di Messina, Palermo, Catania, Trapani, Augusta e Gela.
Il porto di Messina è il più grande porto naturale attrezzato della Sicilia, utilizzato sia come porto commerciale che militare (è sede di uno storico arsenale militare) e che, con il movimento annuo di circa 10 milioni di passeggeri, è il primo porto italiano nel settore. 
In provincia va inoltre ricordata l'importanza del porto di Milazzo, che effettua collegamenti con le isole Eolie, Ustica e Napoli.

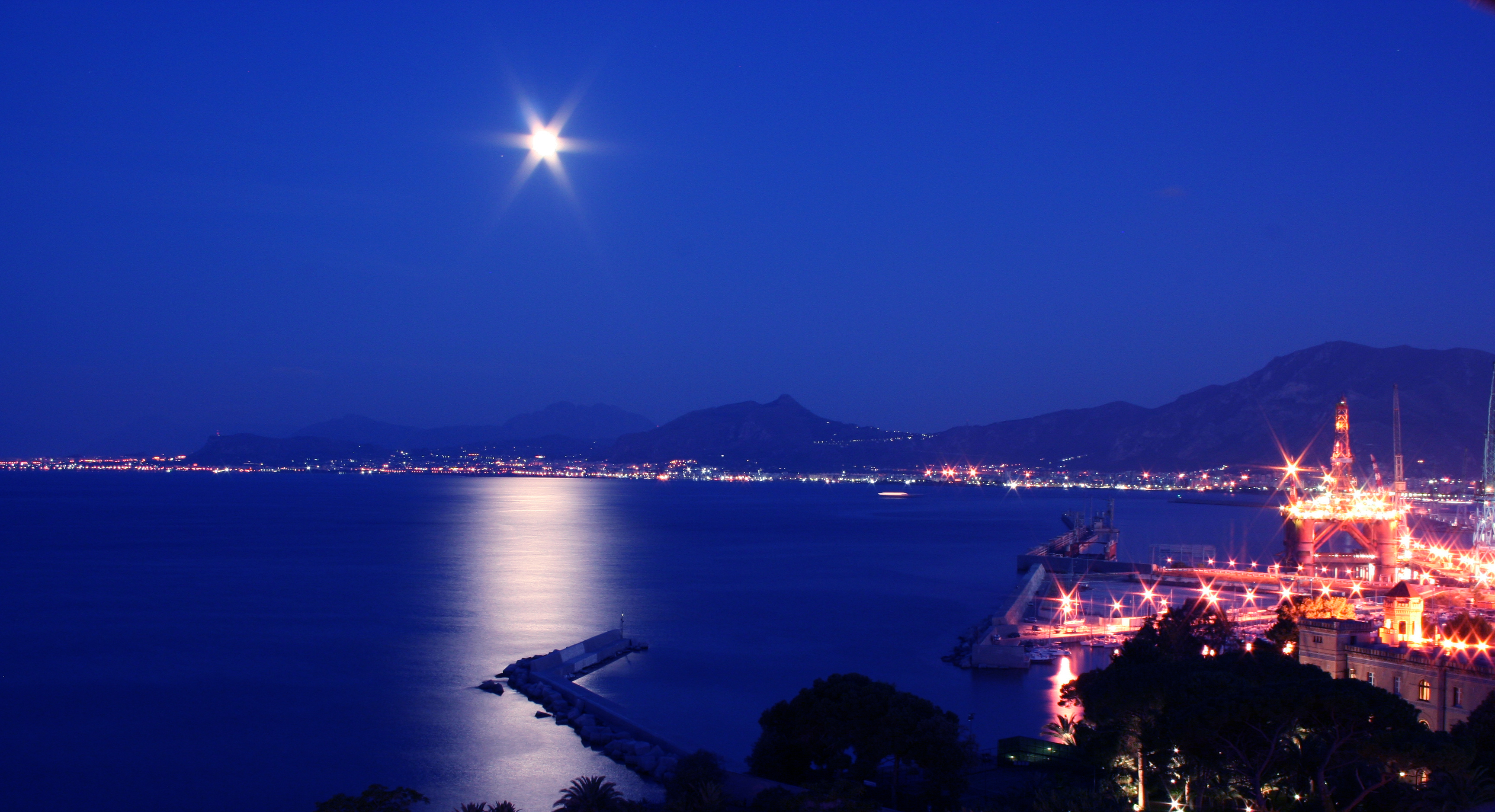
Panoramica notturna del porto e del golfo di Palermo

Il porto di Palermo è uno degli scali merci e passeggeri più importanti del Mediterraneo, storicamente il più antico di Sicilia, attorno al quale si sviluppò la prima città; nell'Ottocento divenne sede di prestigiose compagnie di navigazione, e negli ultimi anni ha avuto molta importanza il settore crocieristico, settore nel quale ha registrato enormi aumenti che lo hanno reso una delle mete preferite d'Italia e prima meta del meridione. I suoi cantieri sono tra i più attivi dell'Italia, e ogni anno sono tante le parti di navi qui costruite.
I porti di Messina, Catania e Riposto sino al 1860 erano fra i principali porti commerciali del Mediterraneo in quanto dal primo partiva il grano e la seta per quasi tutta l'Europa; dal secondo manufatti, prodotti agricoli e zolfi semilavorati; dal terzo soprattutto vini del comprensorio etneo.

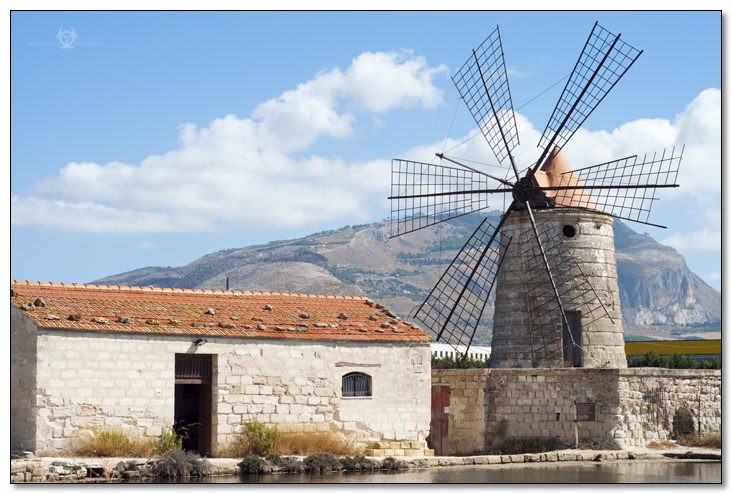
Un mulino a vento a Trapani

Si colloca quarto scalo siciliano, il porto di Trapani, che ai tempi dei Romani assieme al porto di Marsala rivestiva una grande importanza nel Mediterraneo, sia per il sale e la sua esportazione, ma anche per il tonno rosso e il corallo, per cui Trapani è oggi una meta ricercata in tutto il mondo.
Attualmente Trapani effettua collegamenti giornalieri con i maggiori porti del nord e centro Italia, con le isole Egadi, e persino con la Tunisia e la Sardegna.
In provincia di Trapani vanno annoverati anche il più grande porto peschereccio della Sicilia, il porto di Mazara del Vallo.
Inoltre si ricordi il porto di Marsala che collega alle isole Egadi e Pantelleria, e il porto turistico di Castellammare del Golfo.
Testimonianza dell'archeologia navale è Marsala, dove sono state rinvenute diverse navi puniche; le stesse battaglie combattute nelle Egadi e zone circostanti tra romani e cartaginesi, e prima tra Greci e Fenici (ad esempio Mothia) hanno lasciato resti di una grande attività e civiltà marinara, sin dal passato.
Il porto di Gela, che è il sesto dell'isola per tonnellate di merci movimentate, sposta soprattutto prodotti petroliferi e carichi secchi in quanto serve il polo petrolchimico della città; il vicino porto rifugio ha invece carattere turistico e commerciale.
Considerando i flussi turistici va ricordato anche il porto di Porto Empedocle in provincia di Agrigento, famoso per essere l'unico scalo italiano ad effettuare, via mare, una traversata diretta per le isole Pelagie.
Infine occorre ricordare altri porticcioli minori, specialmente quelli delle mete turistiche, Terrasini, Cefalù, San Vito Lo Capo, e quelli dedicati alla pesca come Sciacca, Scoglitti, Porto Palo e molti altri.
In Sicilia si ha una forte carenza di porti turistici in grado di gestire l'importante traffico diportistico, con la possibilità di una buona ricaduta occupazionale ed economica, anche se è in fase di realizzazione il porto turistico di Siracusa nell'attuale molo Sant'Antonio; un altro importante porto è quello di Marina di Ragusa che ha iniziato le attività il 3 luglio 2009, ha una capienza di oltre 800 posti barca e sarà uno dei 3 "porti Hub turistici" della Sicilia; da non dimenticare, infine, il porto di Pozzallo che, oltre al trasporto merci, viene impiegato per più collegamenti quotidiani con Malta. Il vero problema è spesso legato a motivazioni burocratiche, ma anche alla carenza di fondi necessari per all'ammodernamento e la gestione delle strutture stesse. Altri porti turistici sono in realizzazione nel trapanese, nel messinese e nel palermitano.

### Fari
- Faro di Capo Cefalù (Cefalù)

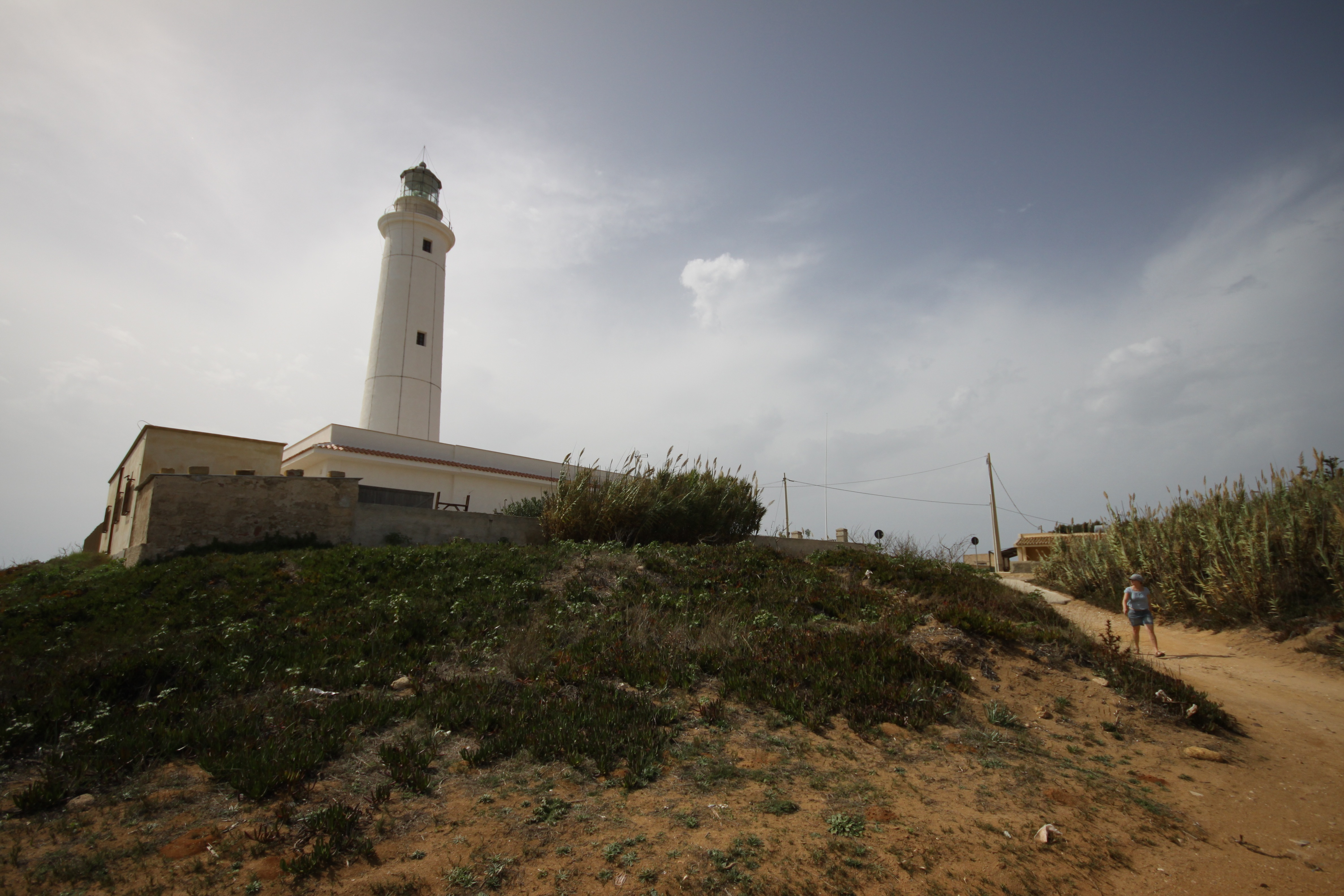
Il faro di capo Granitola, nella costa sud-occidentale

- Faro di Capo Zafferano (Santa Flavia)
- Faro della Diga Foranea (Palermo)
- Faro di Capo Gallo (Palermo)
- Faro del Castello Normanno (Castellammare sul Golfo)
- Faro di San Vito lo Capo (San Vito Lo Capo)
- Faro di Molo di Ponente (Marsala)
- Faro di Capo Granitola (Campobello di Mazara)
- Faro di Capo San Marco (Sciacca)
- Faro di Capo Rossello (Realmonte)
- Faro di San Giacomo - Molo di Levante (Licata)
- Faro di Capo Scalambri (Santa Croce Camerina)
- Faro sulla spiaggia (Pozzallo)
- Faro di Cozzo Spadaro (Pachino)
- Faro di Capo Murro di Porco (Siracusa)
- Faro di Carrozziere Porto Grande (Siracusa)
- Faro di Caderini Porto Grande (Siracusa)
- Faro di Dromo Giggia (Augusta)
- Faro di Punta Gennalena (Augusta)
- Faro di Capo Santa Croce (Augusta)
- Faro di Sciara Biscari (Catania)
- Faro di Capo Molini (Acireale)
- Faro di Punta S. Raineri (Messina)
- Faro di Capo Peloro (Messina)
- Faro di Capo Rasocolmo (Messina)
- Faro di Capo Milazzo (Milazzo)
- Faro di Capo d'Orlando (Capo d'Orlando)

## Cultura

### Insularità, isolamento e isolitudine

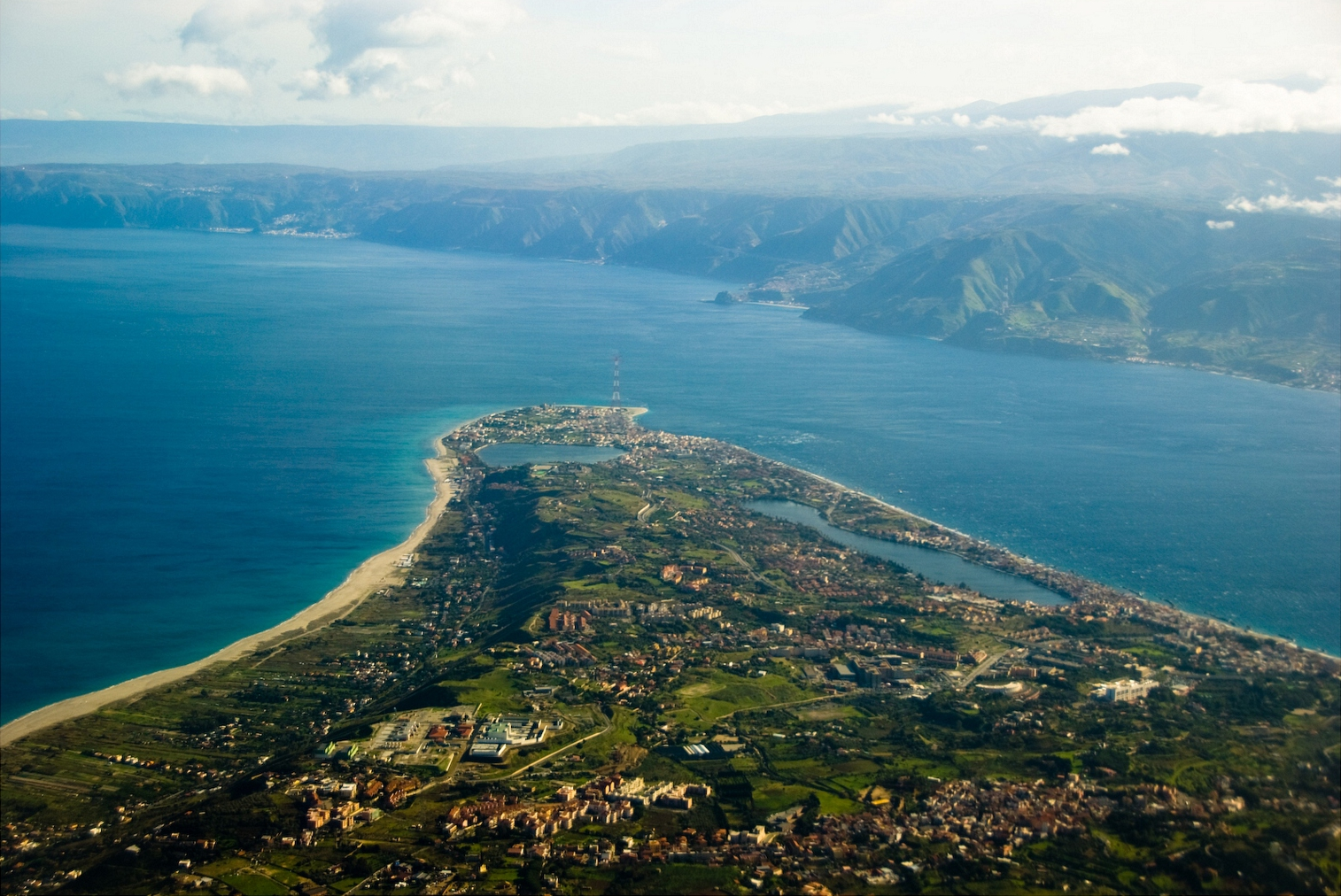
Capo Peloro, l'estremità nord-orientale dell'isola: rappresenta il punto più vicino tra la Sicilia e il continente

#### L'insularità della Sicilia nel mondo antico
Fin dai tempi di Esiodo presso gli antichi sorse il dibattito sull'originale natura della Sicilia, poiché fu opinione diffusa una sua iniziale appartenenza alla penisola (χερσόνησος) dell'Italia; il problema, talora connesso a determinate visioni politiche e ideologiche, ruotava intorno alla formazione dello Stretto di Messina, che tuttora costituisce il punto più vicino tra l'isola e il continente.
Nel mondo greco, costellato di isole, la Sicilia costituiva un'aporìa: risultava essere, infatti, un'isola grande, la maggiore del Mediterraneo già nella conoscenza geografica degli antichi; si trovava vicinissima al continente, da esso separata da uno stretto e pericoloso braccio di mare, seppur navigabile in ambo i sensi; la feracità e la ricchezza della sua terra, infine, l'avevano resa autosufficiente e, al contempo, terra ambita e bramata ma capace di libertà.
Pur non accennando alla questione sull'originale condizione della Sicilia, Tucidide offre un'immagine della Sicilia profondamente insulare, al contempo causa di valori e di aspetti negativi a cui porre attenzione. Lo storiografo, infatti, metteva in guardia gli ateniesi mettendo in evidenza due elementi fondamentali:
- la distanza tra Atene e la Sicilia, motivo per cui gli ateniesi avevano scarsa conoscenza dell'isola[24];
- le notevoli dimensioni dell'isola stessa, espresse sia in base all'estensione geografica[25], sia in base all'elemento demografico, dato che la Sicilia era molto popolata, tanto da Greci quanto da barbari.

La dimensione insulare della Sicilia è messa maggiormente in rilievo nei capitoli della cosiddetta archaiologia tucididea, nei quali l'autore elenca i popoli che, di volta in volta, hanno abitato l'isola.
È, tuttavia, Diodoro Siculo a fornire il maggior numero di informazioni sull'origine e la formazione della Sicilia come isola, e lo fa nei capitoli conclusivi del quarto libro, quelli che precedono immediatamente la νησιωτικὴ βίβλος, il «libro delle isole» (che, non a caso, si apre con la descrizione della Sicilia). Riferendo delle attività benefiche di Orione in quel di Zancle (formazione e organizzazione del territorio, della penisola falciata e del promontorio), Diodoro pone l'attenzione sulla formazione dello Stretto e - di conseguenza - sull'insularità della Sicilia. Tre sono le versioni a lui note:
- quella riportata da παλαιοὶ μυθογράφοι, secondo cui la Sicilia fu originariamente una «terra ferma, continentale, a forma di isola» (χερρόνησος), che tale divenne a causa della forza corrosiva del mare che agì sul punto più fragile e stretto spezzandolo e separandolo dal continente (tale fenomeno sarebbe alla base del toponimo Rheghion, assegnato tempo dopo alla polis fondata sulla sponda calabrese);
- quella riportata da generici ἔνιοι ('altri'), che riferisce della formazione dello Stretto a causa di continui sismi che causarono la frattura della "cervice" del continente (a sottolineare la visione siculocentrica che Diodoro aveva della sua isola, da lui considerata il capo di un corpo - l'Italia - a cui appunto era stata spezzata la cervice);
- infine, quella riportata da Esiodo - e implicitamente accettata da Diodoro - che, attraverso il racconto delle gesta di Orione, riferisce di un'originaria insularità della Sicilia.

Subito dopo, lo storiografo di Agira inaugura il quinto libro della Bibliotheca historica con la descrizione della Sicilia, prima nella gerarchia insulare «per la ricchezza e fertilità del suolo e per l'antichità dei miti che la riguardano»; ne passa in rassegna le prime popolazioni, sottolineando l'autoctonia dei Sicani e l'abbondanza dei fertili doni che Demetra e Kore hanno generosamente elargito all'isola.
Diversa la posizione di Strabone: la sua visione fortemente romanocentrica lo indusse a considerare la Sicilia una semplice appendice dell'Italia, con cui l'isola costituisce un tutt'uno.

#### L'insularità odierna
(Touring Club Italiano, Sicilia, Guida Rossa)
Per i siciliani, l'Italia continentale e quella peninsulare sono nel loro insieme il «continente» per antonomasia e «continentali» sono gli abitanti delle altre regioni italiane, eccezion fatta - ovviamente - per i sardi. Per Matteo Collura a differenza di questi ultimi, la cui condizione isolana (e isolata) è innanzitutto una realtà geografica, per i siciliani - «i quali non perdono occasione di dichiararsi isolani più degli stessi sardi» - l'insularità è soprattutto psicologica, mentale, una suggestione.

### Fonti primarie
- Erodoto, Storie
- Omero, Odissea
- Tucidide, Guerra del Peloponneso

### Fonti secondarie
- Matteo Collura, L'isola senza ponte. Uomini e storie di Sicilia, Milano, Longanesi, 2007, ISBN 978-88-304-2450-0.
- Santi Correnti, Guida insolita ai misteri, ai segreti, alle leggende e alle curiosità della Sicilia, 2ª ed., Roma, Newton & Compton Editori, 1999, ISBN 88-8289-117-8.
- AA VV, Dizionario Geografico, Novara, De Agostini Editore S.p.A., 2004, ISSN 1124-8831 (WC · ACNP).
- Anna Maria Prestianni Giallombardo, Nel Mediterraneo antico. La Sicilia tra insularità e continentalità, in Immagine e immagini della Sicilia e di altre isole del Mediterraneo antico, Pisa, Edizioni della Normale, 2009,  pp. 67-86, ISBN 978-88-7642-366-6.